# 佐分利輝彦
佐分利 輝彦（さぶり てるひこ、1923年11月7日 - 1998年12月9日）は、厚生労働官僚。厚生省（現厚生労働省）公衆衛生局長、医務局長などを務めた。

## 経歴
山口県山口市出身。1941年（昭和16年）旧制修道中学校（現：修道中学校・高等学校）を卒業。1946年（昭和21年）東京大学医学部を卒業し、同大学第三内科に入局。1949年（昭和24年）厚生省入省。その後、人事院職員局厚生課長、厚生省公衆衛生局精神衛生課長、北海道衛生部長、厚生省医務局老人課長、厚生省統計情報部長を歴任。1974年（昭和49年）厚生省公衆衛生局長に、1975年（昭和50年）厚生省医務局長に就任し医療行政の中心を担う。その後厚生省を退官し、病院管理研修所長、財団法人長寿科学振興財団理事長、鈴鹿医療科学技術大学学長（1992年-1995年）を務めた。
1994年、勲二等瑞宝章を受章。

## 著書
- 「明日の医療（全10冊）」（共編、中央法規出版）
- 「保険医療用語事典」（監修、社会保険研究所、1982年）